# Pont-de-Larn
 Pont-de-Larn là một xã thuộc tỉnh Tarn trong vùng Occitanie ở phía nam nước Pháp. Xã này nằm ở khu vực có độ cao trung bình 250 mét trên mực nước biển.
Sông Arn tạo thành ranh giới đông nam, sau đó chảy vào sông Thoré, sông này tạo thành ranh giới tây nam.